# La traviata (película de 1922)
La traviata es la primera adaptación cinematográfica de la ópera homónima de Giuseppe Verdi. El guion se basa tanto en el libreto de Francesco Maria Piave como en la novela La dama de las camelias de Alejandro Dumas, en la que se basa dicho libreto.

## Argumento
Violeta, una cortesana enferma de tuberculosis, abandona su vida de lujo y lujuria por amor a un joven noble con quien se retira a vivir en el campo. Pero el padre de Alfredo le comenta a Violeta que el futuro de su hijo y la suerte de su hermana han sido destruidas por su conexión con ella (su reputación como cortesana compromete el nombre Germont). Violeta escucha, con un creciente remordimiento, las patéticas palabras del señor Germont y decide abandonar a su amado, poniendo como excusa su deseo de regresar a su antigua y libertina existencia. Entonces, en una fiesta, Alfredo la confronta y la deshonra tirándole dinero que dice le debe por los servicios prestados mientras vivieron juntos. Violeta se desmaya abrumada por la enfermedad y la pena. Meses después, cuando Alfredo se entera de todo, corre a pedir perdón por haberla despreciado y abandonado, pero la enfermedad de la joven ya estaba demasiado avanzada. Ella muere en sus brazos.

## Otros créditos
- Color: Blanco y negro
- Sonido: Muda

- Datos: Q5965367